# Aspidelectra melolontha
Aspidelectra melolontha är en mossdjursart som först beskrevs av Landsborough 1852.  Aspidelectra melolontha ingår i släktet Aspidelectra och familjen Electridae. Arten är reproducerande i Sverige. Inga underarter finns listade i Catalogue of Life.